# Rżuchów
Rżuchów (do 31 grudnia 2013 Rzuchów) – wieś w Polsce położona w województwie świętokrzyskim, w powiecie opatowskim, w gminie Sadowie.

## Położenie
Miejscowość położona jest na Wyżynie Sandomierskiej, przy drodze krajowej nr 9. Wieś znajduje się 6 km na południe od Ostrowca Świętokrzyskiego i 9 km na północny zachód od Opatowa. Rzuchów sąsiaduje z sołectwami: Miłków, Gromadzice, Romanów oraz Obręczna.
Znajdują się tu złoża glinki ogniotrwałej oraz rudy żelaza, eksploatowane już w XIX wieku. Występują tu też cienkie pokłady węgla kamiennego, który w czasie II wojny światowej wydobywany był w sąsiednim Miłkowie.

## Części wsi
| SIMC    | Nazwa      | Rodzaj    |
| ------- | ---------- | --------- |
| 0806401 | Kolonie    | część wsi |
| 0806418 | Stara Wieś | część wsi |

## Etymologia nazwy
Skomplikowana fonetycznie i ortograficznie nazwa wsi od wielu lat budzi kontrowersje. W swoim artykule dotyczącym gwarowych nazw miejscowości w powiatach opatowskim i sandomierskim prof. Karol Zierhoffer stwierdził, że nazwa ta pochodzić może od czasownika rżeć lub rzeczownika reż oznaczającego żyto. Z kolei Waldemar Brociek uważa, że to właśnie Rzuchów jest poprawną nazwą, natomiast zamieszanie powstało z winy zaborców rosyjskich w latach 60. XIX wieku. Podczas rusyfikacji administracji polskiej pojawił się problem: język rosyjski nie rozróżnia „rz” i „ż”. Nazwę zapisano więc jako Ржухов (Rżuhow), a następnie powielano przez wiele lat.

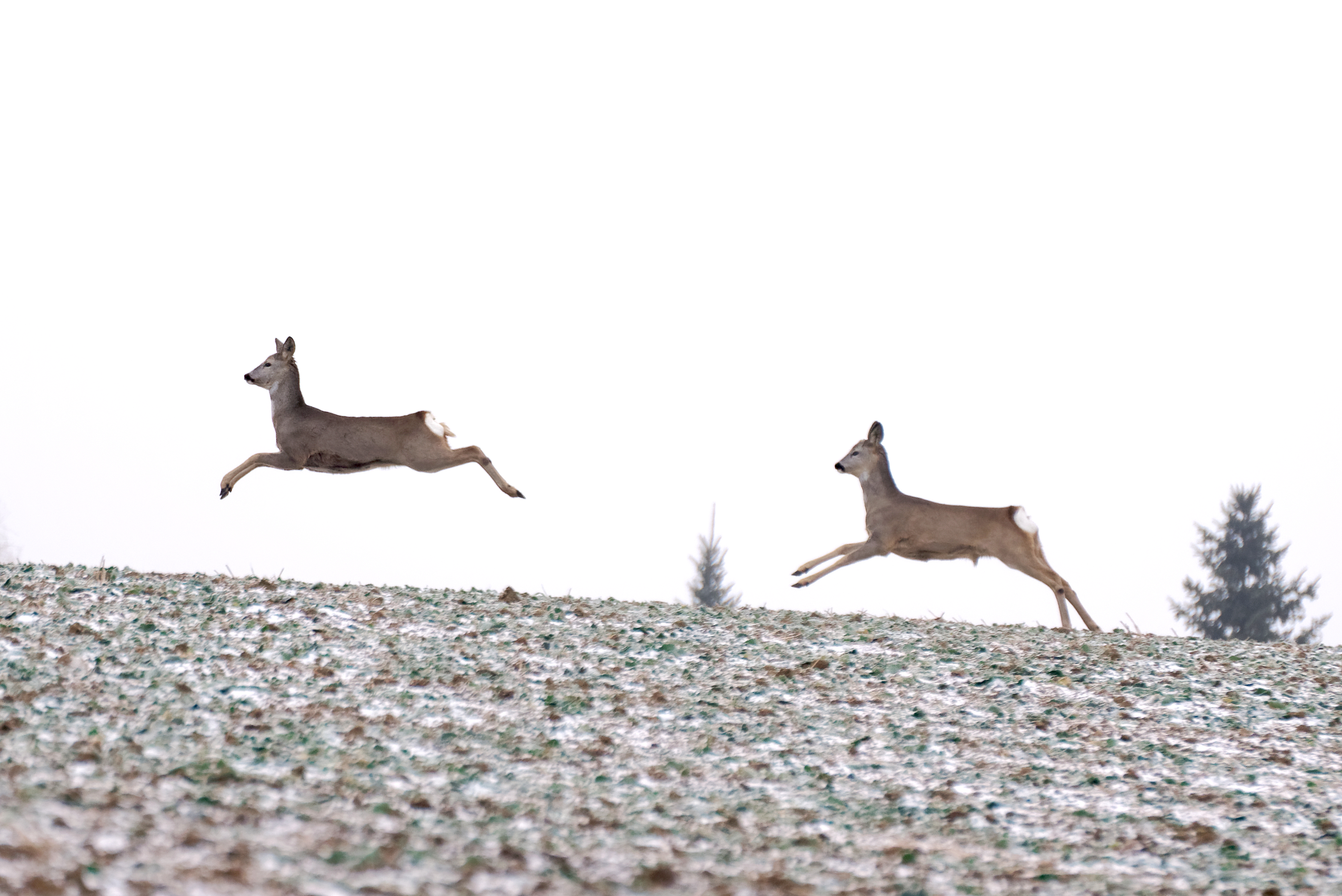

W okresie PRL-u różne instytucje i urzędy wymiennie stosowały dwie nazwy: Rzuchów i Rżuchów. Po przemianach ustrojowych utrwaliła się nazwa urzędowa Rzuchów, chociaż ludność lokalna korzystała z mocno zakorzenionego drugiego wariantu. W październiku 2013 roku zarejestrowane zostało stowarzyszenie „Nasz Rżuchów I KROPKA”, które wnioskowało o przywrócenie nazwy tradycyjnej na podstawie przeprowadzonych już w roku 2005 konsultacji z mieszkańcami na ten temat.
Dnia 31 grudnia 2013 roku oficjalnie weszła w życie nazwa Rżuchów.

## Historia
Według Jana Długosza w połowie XV w. wieś była własnością Mikołaja Podlodowskiego herbu Janina, miała 13 łanów kmiecych, 2 karczmy z rolą i 1 zagrodnika z rolą. Oddawały one dziesięcinę snopową i 4 pęki konopi, o wartości 7 grzywien wikariatowi kolegiaty opatowskiej. W drugim opisie Długosza wieś miała 16 łanów i oddawała dziesięcinę o wartości 16 grzywien.
W 1578 roku wieś podzielona była pomiędzy kilku właścicieli. Między innymi: Łukasz Kocimowski posiadał 3 osadników, 1½ łana, 3 zagrodników i 3 biednych. Hieronim Kocimowski miał 1 osadnika, ½ łanu i 1 zagrodnika, Mołuski miał 3 osadników i ¾ łana.
W XIX wieku, wraz z sąsiednim Miłkowem, wieś była własnością braci Dowborów. Do 1860 roku w Rzuchowie działała kopalnia rudy żelaza (35%), która dostarczała surowca zakładom hutniczym w Klimkiewiczowie (obecnie dzielnica Ostrowca). Bracia Dowborowie otworzyli w Rzuchowie fabrykę wyrobów fajansowych i kamiennych, która jednak upadła z powodu złego zarządzania i braku funduszów.
W 1827 roku wieś miała 13 domów i 60 mieszkańców. Według Słownika geograficznego Królestwa Polskiego z lat 80. XIX wieku, wieś Rzuchów w parafii Wszechświęte i gminie Bodzechów, miała 22 domy i 171 mieszkańców. Okoliczne lasy obfitowały w modrzewie. Dobra rzuchowskie składały się z folwarków: Rzuchów i Romanów i miały powierzchnię 563 mórg. Z tego: 518 mórg stanowiły grunty orne, pastwiska – 7, lasy – 5, osada czynszowa – 4, a nieużytki – 29. Na folwarku były 4 budynki murowane, 14 drewnianych i 2 wiatraki. Wieś Rzuchów miała 119 mórg.
Do lat 60. XX wieku, miejscowość wraz z Miłkowem, Jędrzejowem i Romanowem należała do gromady w Miłkowie i do gminy Bodzechów. Pod koniec lat 60. wieś została przeniesiona do gminy Sadowie. W latach 1919–1975 miejscowość administracyjnie należała do województwa kieleckiego, a W latach 1975–1998 do województwa tarnobrzeskiego. Wraz ze zmianami administracyjnymi w 1975 roku przeprowadzono zmianę numeracji domów.

## Zabytki
- Figura przydrożna z 1819 r.